# Богатиренко Феодосій Іванович
Феодо́сій Іва́нович Богатире́нко (нар. 11 січня 1898, Великі Гуляки, Сквирський повіт — пом. 1921, Великі Гуляки) — український військовий діяч, повстанський отаман часів Радянсько-української війни.

## Життєпис
Феодосій Богатиренко народився 11 січня 1898 року в селі Великі Гуляки Сквирського повіту у селянській родині. Майбутній отаман закінчив Великогуляківське двокласне училище, після чого через нестатки в сім'ї пішов працювати до поміщика. Через два роки Федіс вступив до Веприківського Олексіївського ремісничого училища, яке успішно закінчив за 3 роки. 2 лютого 1917 року він був призваний до царської армії. На фронтах Першої світової не воював. Служив у 100-му інженерному полку та 5-му запасному батальйоні російської армії. В кінці 1917 року був демобілізований за станом здоров'я.
Влітку 1918 року, після встановлення влади Скоропадського в Україні, Богатиренко створив разом з матросом Кириченком та старшим унтер-офіцером Сахном повстанський загін у складі 80 чоловік. Він вів активні дії проти німецького гарнізону найближчого містечка Брусилова. Після двох місяців активних дій загін був розсіяний німецькими військами. Богатиренко переховувався до грудня 1918 року, після чого узяв участь у антигетьманському повстанні на боці військ Директорії УНР.
Весною 1920 року Феодосій разом з отаманом Сахненком почав готувати збройний виступ проти поляків, що перебували на Фастівщині — тогочасних союзників УНР. Заколотників було викрито та відправлено до Вінниці для суду. На станції Козятин вони здійснили втечу, в ході якої Сахненка було вбито. Після втечі Богатиренку знову довелось переховуватись.
Після приходу в його село радянської влади Феодосій Богатиренко вступив рядовим козаком до загону Швидкого, а у жовтні 1920 року був обраний отаманом. Його загін іменувався 2-м Гайдамацьким Запорізьким Куренем Смерті і складався з кількох відділів. 17 листопада 1920 року у селі Томашівка Сквирського повіту відбувся великий запеклий бій військ Червоної Армії із загоном отамана Богатиренка. За даними Червоної Армії українські повстанці втратили 50 бійців вбитими і 40 полоненими.
Після боїв з більшовиками восени 1920 року Богатиренко змушений був вивести повстанців до Радомисльського повіту, де в його загін влився полковник Кречет з бійцями. Кречет став ад'ютантом у Богатиренка. Активних дій вони не здійснювали до зустрічі з отаманом Орликом. Через відчутний натиск частин Червоної армії, повстанці постійно перебували у русі. У грудні 1920-го загони Бондаренка і Орлика підпорядковував собі полковник Струк, проте невдовзі союз отаманів розпався і загін Богатиренка перемістився до Сквирського повіту.
У квітні 1921-го загін нараховував 600 чоловік при 10 скорострілах і 2-х гарматах, мав лазарет і налагоджений телефонний зв'язок, користувався співчуттям населення, поповнювався дезертирами та за рахунок мобілізації. Розвідкою займалася місцева інтелігенція: вчителі і священники сіл Веприк та Скригалівка. Богатиренко оперував самостійно і, очевидно, мав зв'язок із загоном Заболотного.
Навесні 1921 року у загоні з'явився Іван Гайовий-Грисюк, який скоро став ад'ютантом Феодосія Богатиренка. У цей час повстанці активних дій не здійснювали, що викликало незадоволення козаків і старшин загону. Гайовий рвався до рішучих дій і бездіяльність отамана його обурювала. Після відмови Богатиренка зробити спільно з отаманом Гонтою-Унятовським наліт на Фастів, Гайовий арештував отамана, проте тому вдалося втекти, уникнувши розправи.
Після проголошеної радянською владою 4 квітня 1921 року амністії повстанцям отаман Богатиренко почав обережно налагоджувати контакти з більшовиками. 17 червня Богатиренко і Мордалевич склали зброю і погодились співпрацювати з червоними. Надана зрадниками інформація використовувалась для викриття місць розташування складів, баз, озброєння, партійних загонів, та організаторів антибільшовицького руху.
Федось Богатиренко був застрелений колишніми соратниками у рідному селі невдовзі після зради у 1921 році.